# Vladimír Holan

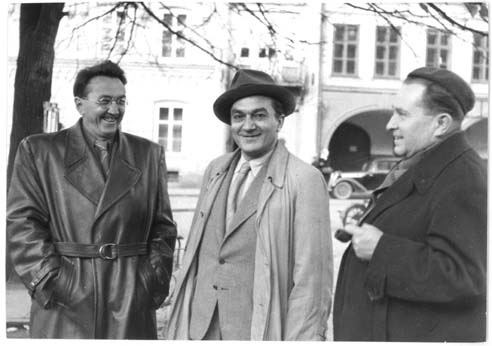
Vladimír Holan (w środku)

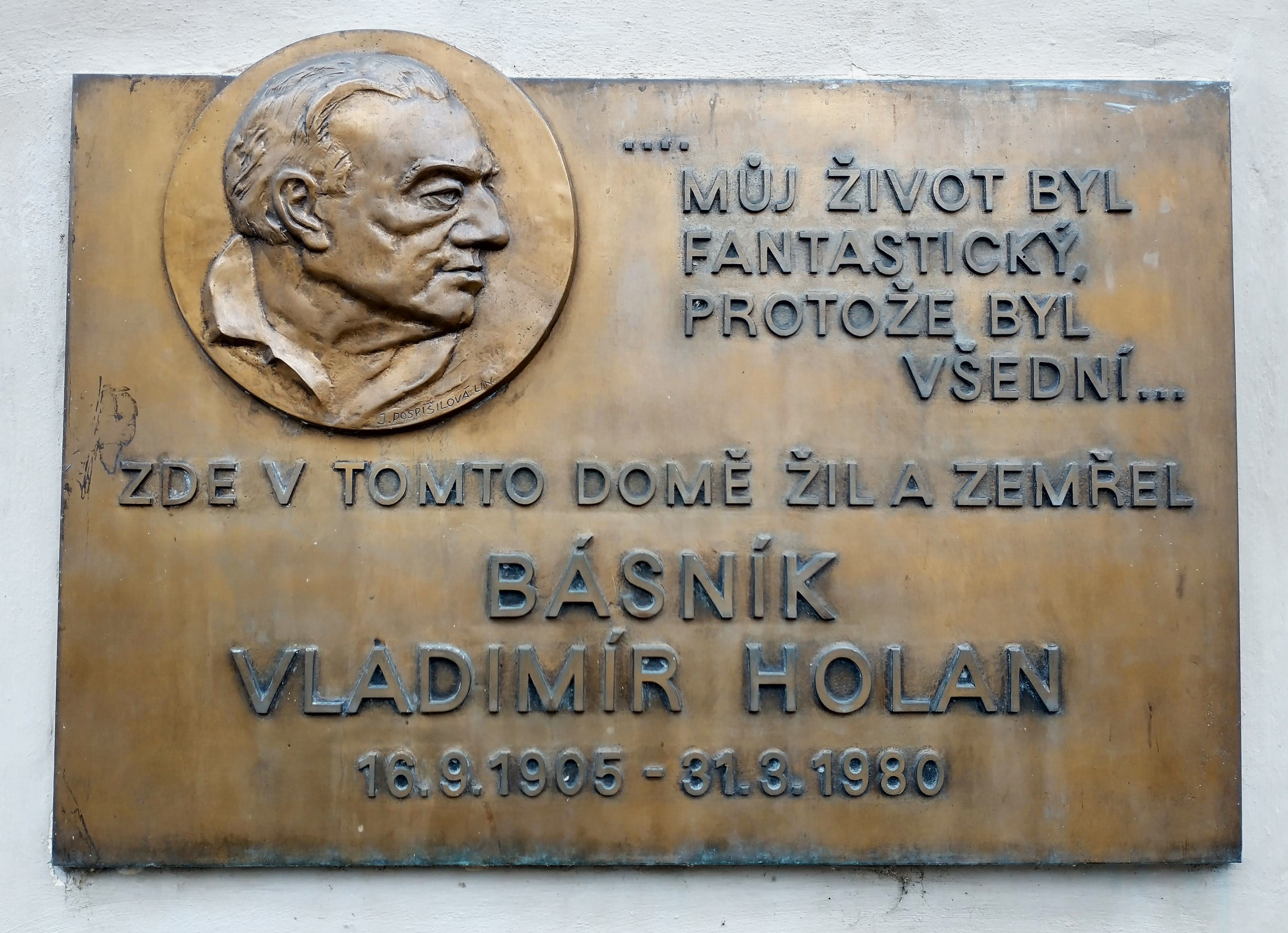
Tablica pamiątkowa. Dům U krucifixu w Pradze, gdzie artysta mieszkał i zmarł

Vladimír Holan (ur. 16 września 1905 w Pradze, zm. 31 marca 1980 tamże) – czeski poeta i tłumacz.

## Życiorys
Pochodził z rodziny urzędnika. Mając sześć lat przeniósł się z rodzicami do Bělej pod Bezdězem. Tragiczna śmierć starszego brata (1916) odcisnęła się na jego życiu. Od 1919 mieszkał znów w Pradze. Maturę zdał w 1926. Krótko studiował prawo na Uniwersytecie Karola, ale ze studiów zrezygnował. Od 1927 był urzędnikiem zakładu emerytalnego. W 1935 z powodów zdrowotnych przeszedł na rentę i mógł się całkowicie poświęcić twórczości literackiej. W 1929 odwiedził Włochy, w 1937 Francję. W 1946 wstąpił do KPCz, przestał być jej członkiem w 1950. W 1948 wystąpił z Kościoła katolickiego, powrócił do niego w 1950. Całymi latami nie wychodził z mieszkania, poddając się czemuś w rodzaju mnisiej klauzury artysty, całkowicie oddanego twórczości poetyckiej. Zmarł w swym mieszkaniu na wyspie Kampa, pochowano go na praskim Cmentarzu Olszańskim.

## Twórczość
Debiut czasopiśmienniczy przypada na 1924. Książkowo debiutował pod znakiem poetyzmu tomikiem Blouznivý vějíř (1926, Marzycielski wachlarz), ale szybko przekonał się, że jego osobowości poetyckiej zupełnie nie odpowiadają beztroskie poetystyczne fajerwerki i uważał później debiutancką książkę za grzech młodości. W tej sytuacji za jego prawdziwy debiut należy uznać drugi tomik Triumf smrti (1930, Tryumf śmierci), wraz z książkami Františka Halasa i Viléma Závady inaugurujący mroczny nurt dwudziestowiecznej poezji czeskiej; tej książki sam autor też zresztą nie cenił. Wydał kilkanaście tomów wierszy, m.in. Vanuti (1932, Powiew), Oblouk (1934, Łuk), Kameni, přicházíš... (1937, Kamieniu, przychodzisz...), Září 1938, Záhřmotí (1940, Zagrzmocie). Gromadzące się nad Czechosłowacją i całą Europą chmury, układ monachijski, okupacja zmusiły w pewnym momencie Holana do podjęcia tematów aktualnych, ciśnienie historii okazało się chwilowo większe niż ogromne ciśnienie wewnętrzne, które do tamtej pory kształtowało jego poezję i miało kształtować ją także później. Powstają dzieła wydane już po wojnie w tomie Havraním brkem (1946, Piórem gawronim); część z nich ukazała się wcześniej w niewielkich książeczkach, cześć zatrzymała cenzura. W czasie wojny powstały pierwsze z jego poetyckich opowieści První testament (1940, Pierwszy testament), Terezka Planetová (1943), Cesta mraku (1945, Droga chmury), swego rodzaju tragiczne parabole traktujące o losie współczesnego człowieka. Jednym z tomów, którymi poeta powitał wyzwolenie była Panychida (1945, Panichida). Jest to swego rodzaju filozoficzna dysputa z Bogiem, wyrazem niemożności pojęcia boskiej obojętności wobec okrucieństw wojny W latach pięćdziesiątych nie miał szans na wydawanie swej ciemnej, trudnej i pesymistycznej w wymowie liryki. Dopiero w 1963 ukazał się tom Mozartiana. Kolejne zbiory to Bez názvu (1963, Bez tytułu) i Na postupu (1964, W toku), pierwszy zawiera wiersze z lat 1939–1948, drugi z lat 1943-1948. Dalsze tomy wierszy lirycznych to Trialog (1964), Bolest (1965, Cierpienie), Na sotnách (1967, Na łożu śmierci) i Asklépiovi kohouta (1970, Asklepiosowi koguta). Za największe dokonanie twórcy bywa uznawany tworzony przez wiele lat poemat Noc s Hamletem (1964, Noc z Hamletem). W 1973 ukazał się poemat-fragment Noc s Ofelii (Noc z Ofelia). Ostatnie dwa zbiorki Holana, Předposlední (Przedostatni) i Sbohem? (Żegnajcie?) wyszły pośmiertnie, w piątym tomie jego dzieł zebranych, zatytułowanym Propast propasti (1982, Przepaść przepaści). Przestał pisać w 1977, kiedy zmarła jego chora na zespół Downa córka.
Holan jest również autorem próz poetyckich oraz utworów dla dzieci.
Jak pisze Leszek Engelking, „twórczość Holana, hermetyczna, poszukująca nowych środków wyrazu, wieloznaczna, pełna niedomówień, paradoksów i neologizmów stawia interpretatorom i czytelnikom wysokie wymagania. Zawarta w niej wizja świata opiera się na barokowym z ducha wewnętrznym napięciu, dualizmie, sprzecznościach, których źródłem, zdaniem poety, jest samo życie, jeśli tylko jest to życie twórcze. Wśród wielu przeciwieństw obecnych w dziele Holana wymienić można sprzeczności między konkretem i abstrakcją, harmonią i dysharmonią, porządkiem i chaosem, miłosnym stopieniem się w jedno i murem nawet w uścisku nieuchronnie wyrastającym pomiędzy kochankami, wiecznością i przemijaniem, istnieniem i nicością, dobrem i złem, niemotą i słowem, wzniosłością i ordynarnością, a przede wszystkim między wiarą i niewiarą. Niewiara Holana podszyta jest wprawdzie wiarą, ale Holanowski labirynt świata, jego piekło świata wypełnione są ciemnością, co najwyżej da się mówić o przeczuciu światła – gdzieś za nieprzeniknionym murem. Poezja Holana odrzuca tradycyjną śpiewność i melodyjność czeskiej liryki. Zamiast słodkich współbrzmień są w niej chropawości i dysonanse. Twórczość ta, wyjątkowo mroczna i mocno nasycona cielesnością, przepojona jest starzeniem się, agonią, śmiercią i rozkładem. Także pod tym względem nawiązuje do epoki baroku”.
Kontrasty obecne w poezji Holana znajdują odbicie w formie jego wierszy. Liryka poety pod względem wersyfikacyjnym jest zróżnicowana jak mało która twórczość w dziejach literatury europejskiej. Holan posługuje się na zmianę wierszem w pełni regularnym, nieregularnym i wolnym, spiętrzonym w wyrafinowane strofy lub zebranym w najprostsze zwrotki, raz barokowo przyozdobionym figurami dźwiękowymi, kiedy indziej ascetycznym w wyrazie brzmieniowym, raz suchym, i rzeczowym, to znowu nasyconym kalamburami.
W 1992 w Czechach zaczęto wydawać poprawioną i rozszerzoną edycję jego dzieł zebranych.
Holan powszechnie uważany jest za jednego z najwybitniejszych poetów czeskich wszystkich czasów.

## Działalność redaktorska i edytorska
Redagował czasopismo teatru E. F. Buriana „Program D” (1938-1940) i periodyk „Kvart” (1945-1949).
Wraz z Františkiem Halasem opracował słynną antologię czeskiej poezji ludowej Láska a smrt (1938, Miłość i śmierć).

## Działalność translatorska
Tłumaczył m.in. utwory Rainera Marii Rilkego, Pierre de Ronsarda, Luisa Gongory y Argote, Nizamiego, Charles’a Baudelaire’a, Michaiła Lermontowa, Charles’a Vildraca, Nikolausa Lenaua, Mickiewicza i Słowackiego (Ojciec zadżumionych). W 1962 ukazał się wybór jego przekładów Cestou (Drogą), zawierający 341 wierszy 102 autorów.

## Nagrody i wyróżnienia
W atmosferze ideologicznego rozlużnienia w 1968 przyznano mu tytuł artysty narodowego.
Jest laureatem m.in. włoskiej nagrody Etna Taormina (1967) i belgijskiej Grand Prix International de Poésie (1974).
Był kandydatem do literackiej Nagrody Nobla.

## Odznaczenia
- Order Tomáša Garrigue Masaryka III Klasy – CSRF, 1991, pośmiertnie[2][3]

## Recepcja polska
W Polsce ukazały się dwa wybory jego poezji w opracowaniu Józefa Waczkowa i Mariana Grześczaka, oba w 1978: Płacz symbolów i Poezje wybrane.
Jego wiersze tłumaczyli na polski Grześczak, Waczków, Jacek Illg oraz Leszek Engelking, który duży ich blok włączył do swej antologii Maść przeciw poezji (2008).
W 2020 roku ukazał się wybór wierszy w tłumaczeniu Jacka Illga pod tytułem Jaskinia słów, nakładem Instytutu Mikołowskiego.

## Literatura
- Marian Grześczak, Między bluźnierstwem i świętością [wstęp do:] V. Holan, Poezje wybrane, Warszawa 1978
- Marian Grześczak, Nota biograficzna (tamże)
- Józef Waczków, Vladimír Holan [wstęp do:] V. Holan, Płacz symbolów, Warszawa 1978
- Leszek Engelking, Mroczne labirynty Vladimíra Holana. “Akcent” 1989, nr 2
- Leszek Engelking, Mury (O poezji Vladimíra Holana). “Kontrapunkt. Magazyn Kulturalny Tygodnika Powszechnego” 1997, nr 5/6 (17/18)
- Leszek Engelking, Vladimír Holan, nota biograficzna w Maść przeciw poezji, Wrocław 2008
- Leszek Engelking, Posłowie, w: Vladimír Holan, Jaskinia słów. Mikołów 2000